# Kasanka
Kasanka eller Qazansu (russisk: Казанка, tr. Kazanka; tatarisk: Казансу eller Qazansu) er en venstre biflod til Volga i Tatarstan i Rusland. Kasanka udspringer nær landsbyen Apajkina Gar i Arskij rajon og udmunder i Kujbysjevskojereservoiret i byen Kasan, nær Kasans kreml. Andre byer ved Kasanka er Arsk og den historiske İske Qazan.
Floden er 142 km lang. De største bifloder til Kasanka er Ija, Kismes, Sjimjakovka og Sula. Floden Bulak udmunder i Kasanka tæt på Kasans kreml. Middelvandføring er 0,880 m³/s. Floden har status som et "nationalt monument" i Tatarstan.
Under opførelsen af Kujbysjevskojereservoiret blev det nederste løb i Kasankadalen oversvømmet. Dele af flodlejet varede repræsentationer fra reservoiret af dæmningen, og nye flodbredder varede konstrueret.
Kasanka opdeler Kasan i to lige store dele. Der er seks broer over Kasanka i byen, den mest bemærkelsesværdige af dem er Мост Миллениум (dansk: ~ Milleniumbroen).